# George Enescu (Botoșani)
Pour l’article homonyme, voir George Enescu.
George Enescu est une commune du județ de Botoșani en Roumanie.